# 1120
| 1120               |
| ------------------ |
| Dødsfald - Fødsler |
|                    |

| Gregoriansk kalender | 1120 MCXX               |
| Ab urbe condita      | 1873                    |
| Armensk kalender     | 569 ԹՎ ՇԿԹ              |
| Kinesiske kalender   | 3816 – 3817 己亥 – 庚子 |
| Etiopisk kalender    | 1112 – 1113             |
| Jødisk kalender      | 4880 – 4881             |
| Hindukalendere       |                         |
| - Vikram Samvat      | 1175 – 1176             |
| - Shaka Samvat       | 1042 – 1043             |
| - Kali Yuga          | 4221 – 4222             |
| Iransk kalender      | 498 – 499               |
| Islamisk kalender    | 514 – 515               |

Konge i Danmark: Niels 1104-1134
Se også 1120 (tal)

## Begivenheder
- Slaget ved Cutanda: Aragonierne og frankerne vinder over en stor muslimsk hær.